# تل کوچک
تل کوچک در شهرستان کهگیلویه، روستای تل کوچک واقع شده و این اثر در تاریخ ۲۵ اسفند ۱۳۷۹ با شمارهٔ ثبت ۳۳۴۸ به‌عنوان یکی از آثار ملی ایران به ثبت رسیده است.